# Toyota Brevis
Toyota Brevis – samochód osobowy klasy średniej produkowany przez firmę japońską firmę Toyota w latach 2001-2007 z przeznaczeniem na rynek rodzimy. Dostępny wyłącznie jako 4-drzwiowy sedan. Do napędu używano benzynowych silników R6 o pojemności 2,5 oraz 3,0 l. Moc przenoszona była na oś tylną (opcjonalnie AWD) poprzez 4- lub 5-biegową automatyczną skrzynię biegów. 

## Dane techniczne (R6 2.5)

### Silnik
- R6 2,5 l (2491 cm³), 4 zawory na cylinder, DOHC
- Układ zasilania: wtrysk
- Średnica cylindra × skok tłoka: 86,00 mm × 71,50 mm
- Stopień sprężania: 11,0:1
- Moc maksymalna: 200 KM (147 kW) przy 6000 obr./min
- Maksymalny moment obrotowy: 250 N•m przy 3800 obr./min

## Dane techniczne (R6 3.0)

### Silnik
- R6 3,0 l (2997 cm³), 4 zawory na cylinder, DOHC
- Układ zasilania: wtrysk
- Średnica cylindra × skok tłoka: 86,00 mm × 86,00 mm
- Stopień sprężania: 11,3:1
- Moc maksymalna: 220 KM (162 kW) przy 5600 obr./min
- Maksymalny moment obrotowy: 294 N•m przy 3600 obr./min